# Valsequillo
Valsequillo település Spanyolországban, Córdoba tartományban. Valsequillo Monterrubio de la Serena, Hinojosa del Duque, La Granjuela és Los Blázquez községekkel határos. Lakosainak száma 362 fő (2024).

## Népesség
A település népessége az elmúlt években az alábbi módon változott:
| Lakosok száma | 447  | 423  | 415  | 405  | 411  | 385  | 373  | 356  | 346  | 362  |
|               | 2001 | 2004 | 2006 | 2009 | 2011 | 2014 | 2016 | 2019 | 2021 | 2024 |